# Distretto di Langa
Il distretto di Langa è uno dei trentadue distretti della provincia di Huarochirí, in Perù. Si trova nella regione di Lima e si estende su una superficie di 80,99 chilometri quadrati.
Istituito il 17 novembre 1912, ha per capitale la città di Langa.